# Sturniolo Triplets
Les Sturniolo Triplets sont trois triplés qui réalisent des vidéos sur YouTube. Le trio est composé de Nicolas (Nick), Matthew (Matt) et Christopher (Chris) Sturniolo. Ils se sont notamment fait connaitre par leurs vidéos tournées dans leur voiture dont de nombreux extraits ont été republiés sur les réseaux sociaux.

## Biographie
Les 3 frères naissent le 1er août 2003 à Somerville,. Nick est l'ainé et Chris est le plus jeune. Les trois frères adore raconter l'anecdote où leur mère enceinte lors de l'échographie et s'est mise à applaudir en entendant que quelqu'un allait avoir des triplés alors qu'il s'agissait d'elle. Ils ont un frère ainé prénommé Justin. Leur mère Mary-Lou travaillait au comité du lycée de Somerville où ils étaient scolarisés. De par leurs parents ils possèdent des origines italiennes (50 %), irlandaises (25 %) et portugaises (25 %).
Les trois frères ont grandi en se filmant les uns les autres et en réalisant des vidéos pour garder des souvenirs. Encore au lycée, Nicolas, amateur de photographie, créer son compte Instagram où il partage ses photos. Il y poste également leurs premiers vlogs.
L'été précédant leur année de première, leur maison est attaqués par un incendie. Ils déménagent alors avec leur famille dans un appartement. En 2021 ils obtiennent leurs diplômes au lycée de Somerville. Ils ont ensuite décidés de se consacrer à leur carrière YouTube et ne se sont donc pas inscrits à l'université.

## Carrière
Ils postent leur première vidéo, une FAQ, le 1er octobre 2020,,. Nick avait entendu dire que la FAQ était un type de vidéo efficace pour lancer une chaîne YouTube. Ils postent généralement une vidéo chaque mercredi, un vlog ou une vidéo de challenge. Et chaque vendredi est posté une vidéo dans leur voiture. Ce type de vidéo sont les plus populaires. Ils parlent de sujets divers et variés ou répondent à des questions des fans,. A partir de la mi-2024 les frères décident de ne poster que le vendredi en variant les vidéos postés. Nick est celui qui s'occupe des montages vidéos. Pendant la pandémie, leur chaîne YouTube a décollé et ils n'ont jamais regardé en arrière depuis.
À une  époque, les fans venaient souvent les voir là où ils tournaient leurs vidéos au McDonald's de Twin City Plaza. Une fois, ils ont été suivis jusque chez eux.
En 2023 ils créent leur podcast, Cut the camera, qui sera diffusé sur YouTube et Spotify tous les lundis. Le dernier épisode sera diffusé en mars 2024. En janvier 2023 ils entameront une tourné (le Versus tour) d'un mois aux USA. Chaque fin de spectacle était accompagné d'une séance d'autographes et de photos avec leurs fans. Cette même année ils sont également invités à l'avant première du film Scream 6.
Jusqu'en 2025 leur est manageuse était Laura Filipowicz. Pendant un temps ils partageront leur vie entre Boston et Los Angeles, où ils étaient hébergés par leur manageuse qui avait rénové un garage pour eux. Le trio achète leur maison et s'installe définitivement à Los Angeles en 2023. En tant que manager, Filipowicz reçevait des offres et s'occupait de répondre aux courriels, de gérer leur emploi du temps et  de rechercher des partenariats. Les triplés ont également commencé à  travailler avec l'agent Andre Jones de la puissante agence WME en 2022. 
En juillet 2025 ils changent de management et travaillent désormais avec united talent agency.
Le trio est très reconnaissant envers leur communauté de fan, estimant que c'est grâce à eux que le trio sont dans la position dans laquelle ils sont. Ils considèrent qu'ils n'auraient sans doute pas eu autant de succès sans les montages vidéos des fans sur TikTok.
En février 2025 ils annonce un nouveau tour le Surprise Party tour qui commencera fin mars et se déroulera tout le mois d'avril.

## Vie privée
Nick est gay et a fait son coming-out à sa famille en 2019. Puis dans un poste Instagram en 2020. En 2021 il fait une vidéo YouTube où il raconte son coming-out. Chris a expliqué qu'il a été surpris lorsque Nick le lui a appris même s'il avait compris que Nick était gay à la seconde où il a su ce qu'était l'homosexualité.
Ils sont amis avec Elmehr Pleitez, un rappeur connu sous le nom de Yung Pleit. Nick et lui se sont rencontrés au collège car ils jouaient du violon. Ils sont également de très bons amis de la chanteuse Madison Beer ainsi que des rappeurs lil skies et Sam McGrath.
Le 14 avril 2024, une rumeur est lancée par la plateforme d'information de divertissement Band of Outsiders annonçant que Chris était décédé dans un accident de voiture à Boston. La rumeur a été ensuite relayé par les fans qui croyaient à cette nouvelle. La rumeur a été démentie par Chris.

## Discographie
- 2025: Like me (par Nick & Matt)